# Thallyson (calciatore 1996)
Thallyson Gabriel Lobo Seabra, noto semplicemente come Thallyson (Recife, 24 marzo 1996), è un calciatore brasiliano, centrocampista del Botafogo-PB.

## Caratteristiche tecniche
È un centrocampista centrale.

## Carriera
Cresciuto nel settore giovanile dello Sport Recife, ha esordito in prima squadra il 3 febbraio 2017 in occasione del match del Campionato Pernambucano pareggiato 0-0 contro il Salgueiro.